# Erika Hess
Erika Hess (ur. 6 marca 1962 w Engelbergu) – szwajcarska narciarka alpejska, brązowa medalistka olimpijska, sześciokrotna mistrzyni świata oraz dwukrotna zdobywczyni Pucharu Świata.

## Kariera
Po raz pierwszy na arenie międzynarodowej Erika Hess pojawiła się w sezonie 1977/1978. W zawodach Pucharu Świata zadebiutowała 25 stycznia 1978 roku w Berchtesgaden, zajmując szóste miejsce w slalomie. Tym samym już w swoim debiucie zdobyła pierwsze pucharowe punkty. W kolejnych startach jeszcze dwukrotnie uplasowała się w najlepszej dziesiątce, jednak wyniku z debiutu nie poprawiła. W klasyfikacji generalnej zajęła 28. miejsce. W lutym 1978 roku wystąpiła na mistrzostwach świata w Garmisch-Partenkirchen, gdzie w gigancie była dziewiąta, a rywalizacji w slalomie nie ukończyła. W kolejnym sezonie punktowała pięciokrotnie, najlepszy wynik uzyskując 11 marca 1979 roku w Heavenly Valley, gdzie była czwarta w gigancie. Walkę o podium przegrała tam z Irene Epple z RFN o 0,38 sekundy. W klasyfikacji generalnej dało jej to piętnaste miejsce, a w klasyfikacji giganta była dziesiąta.
Już w drugich zawodach sezonu 1979/1980, 6 grudnia 1979 roku w Val d’Isère, Szwajcarka po raz pierwszy w karierze stanęła na podium. Zajęła tam trzecie miejsce w gigancie, przegrywając jedynie ze swą rodaczką Marie-Theres Nadig oraz Francuzką Perrine Pelen. Później była też między innymi druga w gigancie 8 grudnia w Limone Piemonte oraz trzecia w slalomie 21 stycznia 1980 roku w Bad Gastein i 9 marca w Wysokich Tatrach. Wielokrotnie zajmowała miejsca w czołowej dziesiątce, dzięki czemu uplasowała się na siódmej pozycji w klasyfikacji generalnej, piątej w klasyfikacji giganta i szóstej w slalomie. Wzięła także udział w igrzyskach olimpijskich w Lake Placid w 1980 roku, gdzie wywalczyła swój jedyny medal olimpijski. Po pierwszym przejeździe slalomu Hess zajmowała piąte miejsce, tracąc do prowadzącej Hanni Wenzel z Liechtensteinu jedną sekundę. W drugim przejeździe również osiągnęła piąty czas, dało to jej jednak trzeci łączny wynik i miejsce na najniższym stopniu podium. Ostatecznie straciła 2,80 sekundy do Wenzel i 1,39 sekundy do Christy Kinshofer z RFN. Na tych samych igrzyskach wystartowała także w gigancie, ale nie ukończyła rywalizacji.
Pierwsze zwycięstwo w zawodach Pucharu Świata odniosła 13 stycznia 1981 roku w Schruns, gdzie była najlepsza w slalomie. Poza tym jeszcze jedenaście razy stawała na podium, odnosząc sześć zwycięstw: 18 stycznia w Crans-Montana, 31 stycznia w Les Diablerets, 3 lutego w Zwiesel, 15 marca w Furano i 25 marca w Wangs zwyciężała w slalomie, a 24 marca w Wangs była najlepsza w gigancie. Dzięki temu Szwajcarka zdobyła pierwszą w karierze Małą Kryształową Kulę za zwycięstwo w klasyfikacji slalomu, a w gigancie była trzecia. Zajęła także drugie miejsce w klasyfikacji generalnej Pucharu Świata, ulegając tylko Marie-Theres Nadig. W dwóch kolejnych sezonach wygrywała klasyfikację slalomu, wielokrotnie stając na podium i odnosząc dziesięć zwycięstw. Wygrywała kolejno slalomy 13 grudnia w Piancavallo, 21 grudnia 1981 roku w Saint-Gervais i 3 stycznia 1982 roku w Mariborze, slalom i kombinację 20 stycznia w Bad Gastein, giganta i slalom w dniach 20-21 marca 1982 roku w L’Alpe d’Huez, giganta 9 grudnia w Val d’Isère oraz slalomy 16 grudnia 1982 roku w San Sicario i 9 lutego 1983 roku w Mariborze. Wyniki te dały jej Kryształową Kulę i zwycięstwo w klasyfikacji generalnej sezonu 1981/1982, a także trzecie miejsce w gigancie i drugie w klasyfikacji kombinacji. Sezon 1982/1983 ukończyła na trzecim miejscu, ulegając jedynie Tamarze McKinney z USA i Hanni Wenzel. W lutym 1982 roku brała udział w mistrzostwach świata w Schladming, gdzie zwyciężyła kolejno w kombinacji, gigancie i slalomie. W zjeździe nie wzięła udziału.
Drugą i ostatnią w karierze Kryształową Kulę Szwajcarka wywalczyła w sezonie 1983/1984. W najlepszej trójce plasowała się jedenaście razy, w tym siedmiokrotnie zwyciężając: w slalomie 1 grudnia 1983 roku w Kranjskiej Gorze i 15 stycznia 1984 roku w Mariborze, w gigancie 11 grudnia 1983 roku w Val d’Isère i 17 marca 1984 roku w Jasnej oraz kombinacji 14 grudnia 1983 roku w Sestriere, 22 stycznia w Verbier i 29 stycznia 1984 roku w Saint-Gervais. W lutym 1984 roku brała udział w igrzyskach olimpijskich w Sarajewie, jednak nie zdobyła medalu. Rywalizację w gigancie zakończyła na siódmej pozycji, a w slalomie zajęła piąte miejsce. Na rozgrywanych rok później mistrzostwach świata w Bormio była jedenasta w gigancie, a slalomu nie ukończyła. Wywalczyła za to złoty medal w kombinacji, uzyskując szesnasty czas zjazdu i najlepszy czas slalomu. W Pucharze Świata sześciokrotnie stawała na podium, wygrywając przy tym slalomy 19 marca w Park City i trzy dni później w Heavenly Valley. W klasyfikacji generalnej sezonu 1984/1985 była czwarta, a w klasyfikacji slalomu zdobyła kolejną Małą Kryształową Kulę.
Ostatni raz na podium klasyfikacji generalnej PŚ stanęła w sezonie 1985/1986, zajmując drugie miejsce za swą rodaczką, Marią Walliser. Na podium zawodów znalazła się dziewięć razy, z czego trzy razy wygrywała: kombinację 12 grudnia w Val d’Isère oraz slalom 15 grudnia w Savognin i 8 marca 1986 roku w Park City. Oprócz zwycięstwa w klasyfikacji generalnej wygrała także klasyfikacji slalomu, a w kombinacji była druga. Ostatnie pucharowe zwycięstwa odniosła 30 listopada w Waterville Valley i 21 grudnia 1986 roku w Valzoldana, gdzie była najlepsza w slalomach. Ostatni raz na podium stanęła 28 lutego 1987 roku w Zwiesel, gdzie była druga w slalomie za Corinne Schmidhauser. Trzy tygodnie później, 22 marca 1987 roku w Sarajewie po raz ostatni wystąpiła w międzynarodowych zawodach, zajmując dziewiąte miejsce w gigancie. Na przełomie stycznia i lutego 1987 roku wystąpiła na mistrzostwach świata w Crans-Montana, zdobywając złoty medal w kombinacji. Parę dni później zwyciężyła także w slalomie, wyprzedzając Austriaczkę Roswithę Steiner i Mateję Svet z Jugosławii. W marcu 1987 roku zakończyła karierę.
Wielokrotnie zdobywała medale mistrzostw Szwajcarii, w tym : w slalomie w latach 1980, 1981, 1982 i 1987, gigancie w latach 1981, 1983, 1984 i 1986 oraz kombinacji w latach 1979 i 1981. W 1982 roku otrzymała nagrodę Skieur d’Or, przyznawaną przez Międzynarodowe Stowarzyszenie Dziennikarzy Narciarskich. W tym samym roku otrzymała także nagrodę szwajcarskiej sportsmenki roku. W 1984 roku była chorążym reprezentacji Szwajcarii na igrzyskach w Sarajewie. Po zakończeniu kariery wyszła za mąż za Jacques’a Reymonda, z którym ma trzech synów: Fabiana, Nicolasa i Marco. Wraz z rodziną mieszka w miejscowości Saint-Légier-La Chiésaz w kantonie Vaud. Zajmuje się szkoleniem młodzieży i organizowaniem zawodów.
Jej siostra Monika Hess również uprawiała narciarstwo alpejskie.

## Osiągnięcia

### Igrzyska olimpijskie
| Miejsce | Dzień     | Rok  | Miejscowość | Konkurencja | Czas biegu | Strata | Zwyciężczyni     |
| ------- | --------- | ---- | ----------- | ----------- | ---------- | ------ | ---------------- |
| DNF     | 21 lutego | 1980 | Lake Placid | Gigant      | 2:41,66    | -      | Hanni Wenzel     |
| 3.      | 23 lutego | 1980 | Lake Placid | Slalom      | 1:25,09    | +2,80  | Hanni Wenzel     |
| 7.      | 13 lutego | 1984 | Sarajewo    | Gigant      | 2:20,98    | +1,53  | Debbie Armstrong |
| 5.      | 13 lutego | 1984 | Sarajewo    | Slalom      | 1:36,47    | +1,44  | Paoletta Magoni  |

### Mistrzostwa świata
| Miejsce | Dzień       | Rok  | Miejscowość            | Konkurencja | Czas biegu | Strata | Zwyciężczyni   |
| ------- | ----------- | ---- | ---------------------- | ----------- | ---------- | ------ | -------------- |
| DNF1    | 3 lutego    | 1978 | Garmisch-Partenkirchen | Slalom      | 1:24,85    | -      | Lea Sölkner    |
| 9.      | 4 lutego    | 1978 | Garmisch-Partenkirchen | Gigant      | 2:41,15    | +3,10  | Maria Epple    |
| DNF     | 21 lutego   | 1980 | Lake Placid            | Gigant      | 2:41,66    | -      | Hanni Wenzel   |
| 3.      | 23 lutego   | 1980 | Lake Placid            | Slalom      | 1:25,09    | +2,80  | Hanni Wenzel   |
| 1.      | 31 stycznia | 1982 | Schladming             | Kombinacja  | 8,99 pkt   | -      | -              |
| 1.      | 2 lutego    | 1982 | Schladming             | Gigant      | 2:37,17    | -      | -              |
| 1.      | 6 lutego    | 1982 | Schladming             | Slalom      | 1:41,60    | -      | -              |
| 1.      | 4 lutego    | 1985 | Bormio                 | Kombinacja  | 18,72 pkt  | -      | -              |
| 11.     | 6 lutego    | 1985 | Bormio                 | Gigant      | 2:18,53    | +2,26  | Diann Roffe    |
| DNF2    | 9 lutego    | 1985 | Bormio                 | Slalom      | 1:29,58    | -      | Perrine Pelen  |
| 1.      | 30 stycznia | 1987 | Crans-Montana          | Kombinacja  | 15,32 pkt  | -      | -              |
| 7.      | 1 lutego    | 1987 | Crans-Montana          | Zjazd       | 1:43,80    | +1,64  | Maria Walliser |
| 1.      | 7 lutego    | 1987 | Crans-Montana          | Slalom      | 1:33,30    | -      | -              |

### Puchar Świata

#### Miejsca w klasyfikacji generalnej
- sezon 1977/1978: 28.
- sezon 1978/1979: 15.
- sezon 1979/1980: 7.
- sezon 1980/1981: 2.
- sezon 1981/1982: 1.
- sezon 1982/1983: 3.
- sezon 1983/1984: 1.
- sezon 1984/1985: 4.
- sezon 1985/1986: 2.
- sezon 1986/1987: 4.

#### Zwycięstwa w zawodach Pucharu Świata
1. Schruns – 13 stycznia 1981 (slalom)
2. Crans-Montana – 18 stycznia 1981 (slalom)
3. Les Diablerets – 31 stycznia 1981 (slalom)
4. Zwiesel – 3 lutego 1981 (slalom)
5. Furano – 15 marca 1981 (slalom)
6. Wangs-Pizol – 24 marca 1981 (gigant)
7. Wangs-Pizol – 25 marca 1981 (slalom)
8. Piancavallo – 13 grudnia 1981 (slalom)
9. Saint-Gervais – 21 grudnia 1981 (slalom)
10. Maribor – 3 stycznia 1982 (slalom)
11. Bad Gastein – 20 stycznia 1982 (slalom)
12. Bad Gastein – 20 stycznia 1982 (kombinacja)
13. L’Alpe d’Huez – 20 marca 1982 (gigant)
14. L’Alpe d’Huez – 21 marca 1982 (slalom)
15. Val d’Isère – 9 grudnia 1982 (gigant)
16. Piancavallo – 17 grudnia 1982 (slalom)
17. Maribor – 9 lutego 1983 (slalom)
18. Kranjska Gora – 1 grudnia 1983 (slalom)
19. Val d’Isère – 11 grudnia 1983 (gigant)
20. Sestriere – 14 grudnia 1983 (kombinacja)
21. Maribor – 15 stycznia 1984 (slalom)
22. Verbier – 22 stycznia 1984 (kombinacja)
23. Saint-Gervais – 29 stycznia 1984 (kombinacja)
24. Jasná – 17 marca 1984 (gigant)
25. Park City – 19 marca 1985 (slalom)
26. Heavenly Valley – 22 marca 1985 (slalom)
27. Val d’Isère – 12 grudnia 1985 (kombinacja)
28. Savognin – 15 grudnia 1985 (slalom)
29. Park City – 8 marca 1986 (slalom)
30. Waterville Valley – 30 listopada 1986 (slalom)
31. Valzoldana – 21 grudnia 1986 (slalom)

- 31 zwycięstw (21 slalomów, 4 kombinacje i 6 gigantów)

#### Pozostałe miejsca na podium
1. Val d’Isère – 6 grudnia 1979 (gigant) – 3. miejsce
2. Limone Piemonte – 8 grudnia 1979 (gigant) – 2. miejsce
3. Bad Gastein – 21 stycznia 1980 (slalom) – 3. miejsce
4. Wysokie Tatry – 9 marca 1980 (slalom) – 3. miejsce
5. Limone Piemonte – 12 grudnia 1980 (kombinacja) – 3. miejsce
6. Piancavallo – 13 grudnia 1980 (slalom) – 2. miejsce
7. Bormio – 21 grudnia 1980 (slalom) – 3. miejsce
8. Crans-Montana – 21 stycznia 1981 (kombinacja) – 2. miejsce
9. Aspen – 8 marca 1981 (gigant) – 2. miejsce
10. Val d’Isère – 4 grudnia 1981 (gigant) – 2. miejsce
11. Piancavallo – 12 grudnia 1981 (slalom) – 2. miejsce
12. Piancavallo – 18 grudnia 1981 (kombinacja) – 2. miejsce
13. Chamonix – 22 grudnia 1981 (gigant) – 3. miejsce
14. Pfronten – 8 stycznia 1982 (gigant) – 2. miejsce
15. Pfronten – 14 stycznia 1982 (kombinacja) – 2. miejsce
16. Lenggries – 22 stycznia 1982 (slalom) – 3. miejsce
17. Oberstaufen – 9 lutego 1982 (gigant) – 3. miejsce
18. Aspen – 27 lutego 1982 (gigant) – 2. miejsce
19. San Sicario – 25 marca 1982 (gigant) – 2. miejsce
20. Val d’Isère – 8 grudnia 1982 (kombinacja) – 3. miejsce
21. Limone Piemonte – 10 grudnia 1982 (slalom) – 2. miejsce
22. Piancavallo – 17 grudnia 1982 (kombinacja) – 2. miejsce
23. Davos – 11 stycznia 1983 (slalom) – 2. miejsce
24. Wysokie Tatry – 12 lutego 1983 (slalom) – 2. miejsce
25. Mont Tremblant – 6 marca 1983 (gigant) – 3. miejsce
26. Vail – 12 marca 1983 (gigant) – 3. miejsce
27. Furano – 20 marca 1983 (slalom) – 2. miejsce
28. Val d’Isère – 11 grudnia 1983 (kombinacja) – 2. miejsce
29. Verbier – 22 stycznia 1984 (slalom) – 3. miejsce
30. Waterville Valley – 11 marca 1984 (gigant) – 2. miejsce
31. Zwiesel – 21 marca 1984 (gigant) – 2. miejsce
32. Davos – 9 grudnia 1984 (kombinacja) – 2. miejsce
33. Davos – 9 grudnia 1984 (slalom) – 2. miejsce
34. Bad Kleinkirchheim – 11 stycznia 1985 (slalom) – 3. miejsce
35. Arosa – 25 stycznia 1985 (slalom) – 3. miejsce
36. Sestriere – 8 grudnia 1985 (slalom) – 2. miejsce
37. Maribor – 5 stycznia 1986 (slalom) – 2. miejsce
38. Bad Gastein – 12 stycznia 1986 (slalom) – 2. miejsce
39. Bad Gastein – 12 stycznia 1986 (kombinacja) – 2. miejsce
40. Wysokie Tatry – 9 lutego 1986 (slalom) – 3. miejsce
41. Waterville Valley – 18 marca 1986 (slalom) – 3. miejsce
42. Mellau – 11 stycznia 1987 (kombinacja) – 3. miejsce
43. Flühli – 15 lutego 1987 (slalom) – 3. miejsce
44. Zwiesel – 27 lutego 1987 (gigant) – 2. miejsce
45. Zwiesel – 28 lutego 1987 (slalom) – 2. miejsce